# 山西师范大学
山西师范大学（英語：Shanxi Normal University），简称山西师大，是位于中国大陆山西省太原市的一所公立师范大学，主管部门为山西省教育厅。其前身为晋南师范专科学校，成立于1958年；1984年改为现在的校名，2021年从临汾北迁至太原。山西师范大学已被国家列入中西部高校基础能力建设工程、教育部卓越教师培养计划、教育部一流师范院校建设院校。
截止2024年9月，校现有全日制本科生21205人，研究生4128人。设有21个学院，59个本科专业，21个一级硕士学位授权学科，19个硕士专业学位类别，7个一级博士学位授权学科，3个博士后流动站。

## 历史沿革

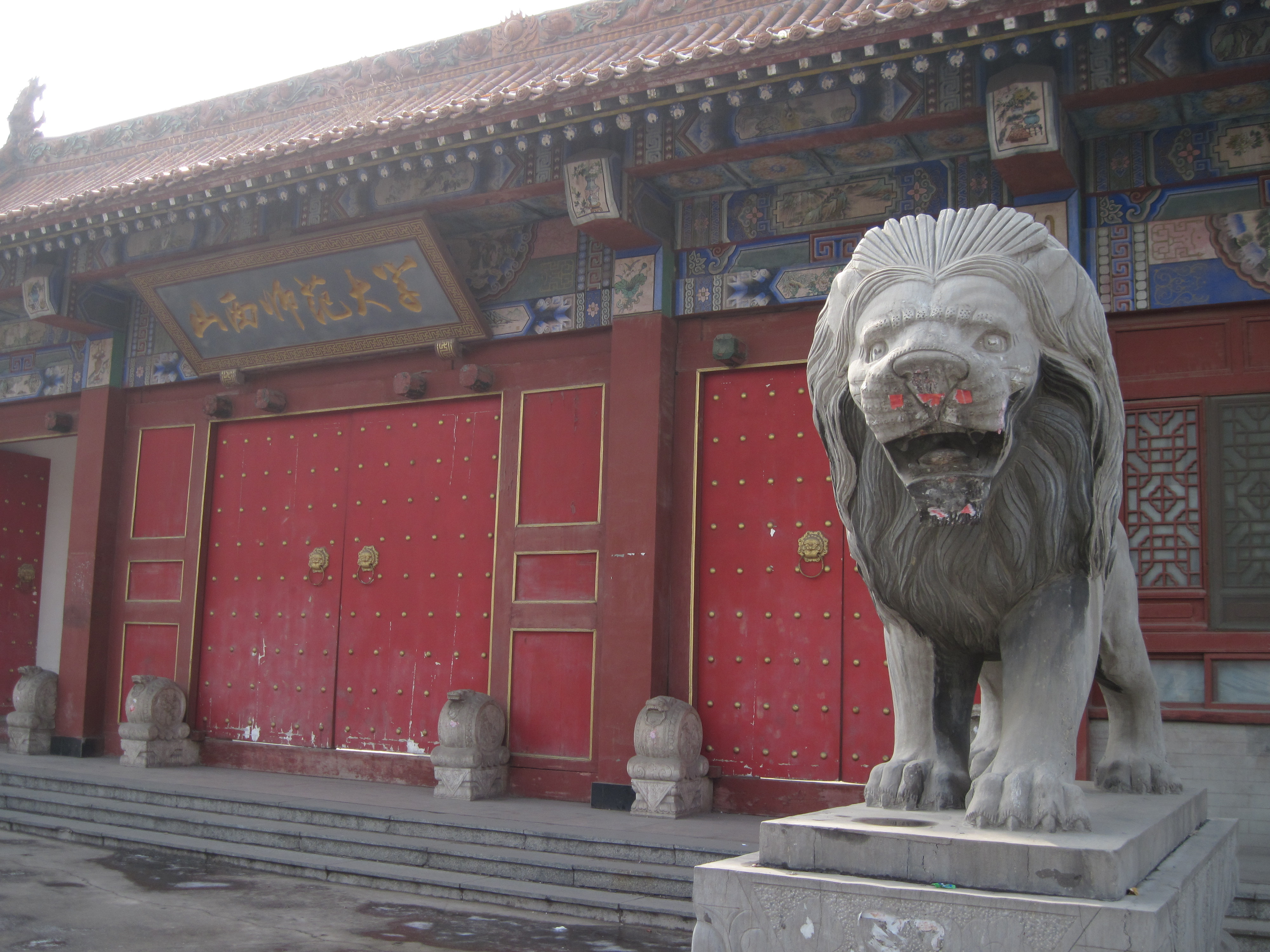
山西师大临汾校区北门

### 晋南师范专科学校
- 山西师范大学的前身是创建于1958年的晋南师范专科学校。
- 1962年，山西高教系统调整后，成为全省惟一保留下来的高等师范院校。

### 山西师范学院
- 1964年，晋南师范专科学校扩建并更名为山西师范学院，成为与山大、工大、医科、农大、中北并列的省属六所老牌重点大学。

### 山西师范大学
- 1984年，扩建并更名为山西师范大学。
- 1999年，山西师范大学体育学院（独立建制）和山西省职业师范专科学校并入山西师范大学。
- 2001年，临汾人民公园被划为山西师范大学校园的一部分，并被更名为“莳英园”。
- 2006年，学校成为博士授权单位。
- 2008年8月26日，学校获准成为推荐优秀应届本科毕业生免试攻读硕士学位研究生的普通高等学校。9月15日，学校举行建校50周年庆典。
- 2020年7月，学校与山西岳师傅面来香餐饮连锁有限公司共建“山西面食产业创新研究院”签约及挂牌仪式举行；[3]同年11月，学校与山西省教育科学研究院深度合作签约暨“山西教育发展研究院”揭牌仪式举行。[4]
- 2021年1月6日，“中华早期文明研究院”挂牌仪式暨中华早期文明研究院发展论坛开幕式在山西师范大学举行。[5][6]
- 2021年9月，山西师范大学太原校区启用，2021级新生在太原校区南区（原山西大学商务学院校址）、北区（原山西交通职业技术学院校址）报到[1]。
- 2023年1月17日，山西师范大学临汾学院并入临汾职业技术学院[7]

## 办学现状

### 院系设置
截止2025年8月，山西财经大学下设21个学院（实际学院设置为27个），59个本科专业。
| - 文学院 - 社会学与法学学院 - 历史与旅游文化学院 - 外国语学院 - 教育科学学院 - 心理学院 - 教师教育学院 - 经济与管理学院 - 马克思主义学院 | - 美术学院 - 音乐学院 - 戏剧与影视学院(戏研所) - 书法学院 - 数学科学学院 - 计算机科学与人工智能学院 - 物理与电子工程学院 - 化学与化工学院 - 生命科学学院 | - 地理科学学院 - 传媒学院 - 食品科学学院 - 体育学院 - 继续教育学院 - 教育科学研究院 - 材料科学研究院 - 国际教育学院 - 文物化学研究院 |

### 师资力量
山西师范大学实施人才强校战略，建立“引、育、用、服、荐”一体化人才工作机制，着力构建更高水平师资体系。现有教职工1935人，其中专任教师1397人。拥有长江学者2人，国家杰青2人，“万人计划”领军人才2人，“长江学者”青年学者1人，国家高层次人才青年项目1人，国家百千万人才工程人选4人，教育部新世纪优秀人才支持计划人选5人，全国优秀教师2人，全国模范教师1人，全国“文化名家”暨“四个一批”人才2人，山西省“三晋学者”4人，省级各类人才240余人（次）。此外，柔性引进两院院士、长江学者、国家杰青、国家优青等特聘教授28人。

### 交流合作
山西师范大学坚持开放办学，服务区域经济社会转型。启动实施“一院一县一校一企一厅局”工程，推动校地、校企、校校合作进入新境界。主办有一批国内外影响广泛的报纸期刊，《中华戏曲》在海内外戏剧戏曲学界影响广泛，《语文报》和《英语周报》荣获“中国驰名商标”。《语文报》被誉为“中华语文第一报”，《英语周报》单期最高发行量1600万份，在教辅类报纸中，发行量排名全国第一，被业界誉为“中国英语学习第一报”。与美国、英国、日本、新加坡、中国香港等国（境）外40余所高校和教育机构建立了友好合作交流关系，与新加坡国立大学实施“3+1+1”本硕一体化联合培养项目，与中国科学院半导体研究所联合举办黄昆英才班。

## 文化传统

### 校徽

山西师范大学校徽

山西师范大学校徽中央的两个“S”分别是“山西”和“师范”两个词组汉语拼音的字头。大“S”是两本书叠加的图形，寓意“书籍是人类进步的阶梯”；小“S”是燃烧的蜡烛，寓意“人民教师似红烛燃烧自己、照亮他人的无私奉献精神”；标志中的“1958”字样，代表山西师范大学 1958 年建校。

### 校训
山西师范大学校训为：团结 创造 求实 奋进